# Vocal central
Una vocal central es un tipo de vocal que aparece en diferentes lenguas, cuya característica definitoria es que la lengua ocupa una posición central, ni adelantada ni atrasada, intermedia entre la posición que ocupa en las vocales anteriores y las vocales posteriores. Los sonidos vocálicos centrales que tienen un signo específico en el Alfabeto Fonético Internacional son:
- vocal cerrada central no redondeada [ɨ]
- vocal cerrada central redondeada [ʉ]
- vocal semicerrada central no redondeada [ɘ]
- vocal semicerrada central redondeada [ɵ]
- vocal media central (también llamada schwa)[ə]
- vocal semiabierta central no redondeada [ɜ]
- vocal semiabierta central redondeada [ɞ]
- vocal casi-abierta central [ɐ]
- vocal abierta central no redondeada [a] (*técnicamente, no es fonéticamente central)

Esporádicamente, se emplean los signos ad hoc ᵻ, ᵿ (ɪ, ʊ) para la vocales casi-cerradas centrales.

## Lenguas con vocales centrales
Muchas lenguas del mundo, tal vez la mayoría, poseen un fonema vocálico que es una vocal abierta central, usualmente representada como /a/ o /a/. Fuera de esa vocal las vocales centrales son tipológicamente raras como fonemas independientes.
Desde el punto de vista fonético la vocal central más abundante en las lenguas del mundo es la schwa [ə], que frecuentemente existe como alófono corresponde a la neutralización de otras vocales en sílabas átonas o en posiciones especiales. También es frecuente que la schwa aparezca como vocal epentética en un buen número de lenguas (hebreo, armenio, idioma kiliwa, etc.). Es menos frecuente que /[ə]/ funcione como un fonema independiente.
Después de /a/ y /[ə]/ la otra vocal central que suele aparecer con cierta frecuencia como fonema es /i/, que es particularmente frecuente en lenguas indígenas de América del Sur. En particular las vocales "gutural" y "guturonasal" del guaraní, hablado por más de cinco millones de personas, son de hecho /ɨ/ y /ɨ̃/.